# Navadni koreselj
Navadni koreselj (znanstveno ime Carassius carassius) je riba iz družine krapovcev.

## Opis
Koreselj je riba z visokim, bočno močno stisnjenim telesom, pokritim z velikimi luskami. Hrbet je izbočen, na njegovem vrhu pa je dolga, izbočena in visoka plavut. Ima majhno glavo z majhnimi, končnimi usti, v njih pa so enoredni goltni zobje. Prvi škržni lok ima 23-35 kratkih škržnih trnov, po čemer se loči od srebrnega koreslja. Hrbet je pri odraslih primerkih običajno zeleno-rjave barve, boki so svetlejših odtenkov rjavo-rumene, trebuh pa je običajno rdečkasto-bel. Hrbtna in repna plavut sta rumenih odtenkov s sivim robom, ostale plavuti pa so rdečkaste barve. Pred bazo repne plavuti imajo te ribe temno pego. Koreselj doseže skrajno dolžino do 50 cm, običajno pa se njegove dolžina giblje le med 15 in 30 cm.  V izjemnih pogojih živijo do 15, v povprečju pa le okoli 10 let. Spolno dozorijo v tretjem ali četrtem letu starosti, drstijo pa se od maja do julija na plitvinah, kjer je dno poraščeno z vodnim rastlinjem, kamor samica prilepi od 100.000 do 300.000 iker. 
Glavna hrana koreslja so ličinke vodnih žuželk in drugi nevretenčarji za katerimi rije po mulju. Del njegove prehrane so tudi alge in vodni plankton.

## Razširjenost
Navadni koreselj je razširjen po celi Evropi, razen na skrajnem severu Skandinavije, delu Anglije, Irske, Francije in Italije. Naseljuje tudi dele Pirenejskega polotoka, na vzhodu pa sega njegovo poselitvneo področje globoko v Azijo. Živi v vseh stoječih vodah, v večjih vodotokih pa le v mrtvicah in rečnih rokavih. Zadržuje se na blatnem dnu, kjer išče hrano in se le redko oddalji od stalnega prebivališča. Je izjemno prilagodljiva riba, ki lahko preživi tudi v vodi z izjemno nizko vsebnostjo kisika in celo v somornici.